# Visitenwagen
Ein Visitenwagen oder Dokumentationswagen wird in Kliniken und Krankenhäusern bei der Visite des Arztes beim Patienten eingesetzt und dient innerhalb des Stationsbetriebes als zentrale Ablage für die ärztliche Patientendokumentation. Der Wagen nimmt alle zur Dokumentation und Durchführung einer Visite notwendigen Arbeitsmittel wie zum Beispiel die Patientenakte oder Röntgenbilder auf und ist aus datenschutzrechtlichen Gründen in aller Regel abschließbar. Durch die zunehmende Digitalisierung der Patientenbetreuung und -dokumentation werden Visitenwagen zunehmend mit modernen IT-Arbeitsplatzgeräten wie Notebooks oder Tablet-PCs ausgestattet. Weitere Varianten setzen die sogenannte Thin-Client-Technologie ein, um so keine sensiblen Daten auf dem Visitenwagen vorzuhalten.

## Klassische Visitenwagen
Ein klassischer Visitenwagen nimmt in der Regel die gesamte ärztliche Patientendokumentation auf, damit diese dem Arzt bei der Patientenvisite vor Ort zur Verfügung steht. Meist enthalten Visitenwagen neben Hängeordnern für die Dokumentation auch großformatige Fächer zur Aufnahme von Bildern verschiedener bildgebender Verfahren wie Röntgenaufnahmen oder Computertomographien. Dazu ist meist eine Aufbewahrung für die pflegerische Patientendokumentation gegeben. Je nach medizinischer Fachrichtung werden gängige Verbrauchsmaterialien mitgeführt, beispielsweise Zungenspatel, Handschuhe, Blutdruckmessgeräte oder ein Stethoskop.
In Krankenhäusern und Kliniken, die ihre Patientendokumentation ganz oder teilweise digital verarbeiten, werden die klassischen Visitenwagen ersatzweise beziehungsweise vorübergehend mit Laptops ausgestattet. Nachteile dieser Variante sind die begrenzte Laufzeit von wenigen Stunden und die Nichteinhaltung der hohen hygienischen Anforderungen eines Krankenhausbetriebs wegen der erschwerten Reinigung. Darüber hinaus gehören Laptops zu den sogenannten Fat Clients, welche die Daten nur lokal vorhalten. Dies führt zu einem erhöhten Risiko des Datenverlusts durch Zerstörung oder auch Diebstahl.

## Digitale Visitenwagen
Während in der Vergangenheit ausnahmslos in Papierform dokumentiert wurde, werden Patientendaten heute zunehmend -unter anderem auch aufgrund gesetzlicher Vorgaben- elektronisch erfasst und abgerufen. Dadurch verändert sich die Bauform von Visitenwagen zu digitalen oder zu digitalen Visitenwagen in Hybridtechnik. Rein digitale Visitenwagen bieten sich für voll modernisierte, papierlose Krankenhäuser an. Diese extrem schlanken und leichten Wagen bieten große Vorteile hinsichtlich ihrer Beweglichkeit und des geringen Platzbedarfs.
Der Hybridwagen stellt eine kombinierte Lösung des klassischen und rein digitalen Visitenwagens dar. Er bietet die Unterbringungsmöglichkeiten eines klassischen Visitenwagens und erlaubt dennoch den Zugriff auf elektronische Patientendaten. Diese Wagen können anhand der eingesetzten Informationstechnologie unterschieden werden. Zum einen die „Fat Client“-Technologie, bei der ein vollwertiger PC-Arbeitsplatz mit lokalen Ressourcen wie Arbeitsspeicher und Festplatte zur Verfügung steht und zum anderen die „Thin Client“-Technologie bei der keine lokalen Ressourcen bereitgestellt werden. Letztere bietet aufgrund seines deutlich geringeren Stromverbrauchs zudem den Vorteil einer längeren Laufzeit ohne Ladeunterbrechungen. Zu den Komponenten des Hybridwagens gehören ein klassischer Unterbau des hergebrachten Visitenwagens, eine Eingabe- und Ausgabeeinheit (abwaschbare Tastatur, Maus und Flachbildschirm), WLAN-Einheit, Leistungs- und Batteriemodul zur Energieversorgung des Visitenwagens und eine Ladestandsanzeige.